# فیش (گروه موسیقی)
فیش (به انگلیسی: Phish) گروه موسیقی راک آمریکایی است که در سال ۱۹۸۳ در دانشگاه ورمانت در برلینگتون، ورمانت تأسیس شد. این گروه به خاطر بداهه نوازی، جَم‌های طولانی، ترکیب گونه‌های موسیقی و پایگاه شیفتگان متعصب خود شهره است. این گروه از تری آناستازیو گیتاریست، مایک گوردون بیسیست، جان فیشمن درامر و پیج مکانل کیبوردیست که همه آواز می‌خوانند تشکیل شده که آناستازیو خواننده اصلی است.